# Tasso interno di rendimento
Il tasso interno di rendimento, in sigla TIR (in inglese internal rate of return o IRR), è il tasso della legge esponenziale che rende equa un'attività finanziaria. In generale, un progetto andrebbe perseguito quando il TIR risulta essere maggiore del MARR (minimum attractive rate of return) che coincide col tasso di rendimento normalmente ottenuto dall'azienda.
Matematicamente il TIR è definito come il tasso di attualizzazione i che rende il valore attuale netto (VAN) di una serie di flussi di cassa pari a zero, posto che questo tasso i esista nell'intervallo (-1,+∞) e che sia unico. Per cui, il TIR si calcola risolvendo l'equazione del VAN con i tale che il valore del VAN sia pari a zero.
{\displaystyle VAN=CF_{0}+{\frac {CF_{1}}{1+i}}+{\frac {CF_{2}}{(1+i)^{2}}}+\cdots +{\frac {CF_{n}}{(1+i)^{n}}}=0}
ovvero
{\displaystyle \sum _{t=0}^{n}{\frac {CF_{t}}{(1+i)^{t}}}=0}
dove:	
- t: scadenze temporali;
- CFt: flusso finanziario (positivo o negativo) al tempo t;

In un senso il tasso i rappresenta il costo massimo finanziario (debito e capitale) che l'azienda può assumere in relazione a un determinato progetto. Il tasso interno di rendimento non può essere calcolato direttamente, ma, come detto, si deve risolvere ricorsivamente la menzionata equazione polinomiale.
Un progetto di investimento risulta desiderabile, secondo tale criterio, qualora il TIR risulti superiore al costo opportunità del capitale (o di altro tasso preso a riferimento: tasso scelto secondo considerazioni inerenti allo specifico investimento e/o in base al WACC).

## Proprietà del TIR
Se il tasso annuo a cui si può prendere in prestito e investire denaro corrisponde al TIR, investendo le somme corrispondenti alle uscite Uk previste dall'operazione al tempo corrispondente tk, si ottiene lo stesso flusso di entrate fornito dall'operazione.
Se il tasso annuo a cui si può prendere in prestito e investire denaro corrisponde al TIR, capitalizzando tutte le uscite Uk dal tempo tk corrispondente fino al tempo finale T si eguaglia il montante che si ottiene capitalizzando tutte le entrate Eh dal tempo tk corrispondente fino al tempo finale T. In formula:
{\displaystyle \sum _{k=0}^{n}{\frac {U_{k}}{(1+i)^{k}}}=\sum _{h=0}^{n}{\frac {E_{h}}{(1+i)^{h}}}}
Il criterio del TIR ha il vantaggio di non dipendere dalle valutazioni o previsioni dell'operatore (se non per quanto riguarda le singole somme di cui è composta l'operazione, non sempre prevedibili con certezza nella pratica di un'operazione). 
Inoltre vale la pena notare come, nel caso di un titolo obbligazionario, o, più in generale, di un prestito, il TIR venga a coincidere con il rendimento effettivo dell'operazione (yield to maturity).

## Critiche al TIR
Il TIR ha alcuni limiti di utilizzo:
- non rappresenta uno strumento idoneo, di per sé, a misurare l'effettiva desiderabilità di un investimento, in quanto non considera il confronto tra progetti in termini di valore attuale netto creato, ma solo il rendimento percentuale
- il TIR semplice si basa sull'ipotesi sottostante che i flussi di cassa generati dal progetto vengano reinvestiti al medesimo tasso TIR e non al costo del capitale; questa limitazione viene superata con la formula del TIR modificato, che prevede il reinvestimento dei flussi di cassa annuali di un progetto al costo del capitale fino all'anno finale di analisi, poi si calcola il TIR come tasso che rende l'ammontare "globale di tutti i flussi portati avanti fino all'ultimo anno" pari a zero; questo accorgimento metodologico rende più precisa la computazione del rendimento implicito effettivo
- il TIR non fornisce risposte affidabili in casi di "iper-leverage", dove il costo di default nelle prime fasi è alto mentre si riduce nelle fasi avanzate del progetto
- non tutte le serie di flussi di cassa hanno valori attuali netti che diminuiscono all'aumentare del tasso di sconto;
- tassi di rendimento multipli (specialmente in presenza di costi con costi di clean up finali, o con investimenti futuri ingenti): se i flussi di cassa hanno molteplici cambiamenti di segno possono esistere tanti TIR quanti sono tali cambiamenti (questo perché la curva di rendimenti non è monotona, ma presenta punti di massimo e minimo e di conseguenza soluzioni plurime). Ovvero si può verificare che il TIR non sia calcolabile e il VAN positivo: ciò accade quando il progetto non prevede flussi di cassa negativi;
- progetti alternativi: un progetto di piccole dimensioni con un TIR molto elevato potrebbe avere un VAN inferiore ad un progetto di grandi dimensioni con un TIR modesto. Il metodo del TIR potrebbe dare indicazioni non paragonabili per progetti che differiscono per dimensione o distribuzione nel tempo di flussi di cassa.
- ipotesi sulla struttura per scadenza dei tassi di interesse: per utilizzare il metodo TIR è necessario ipotizzare che il tasso di sconto rimanga uguale per tutto il periodo di durata del progetto. Quando è ipotizzabile che tale struttura non sia piatta, il TIR di un progetto dovrebbe essere confrontato con il rendimento atteso di un titolo che nel mercato finanziario ha lo stesso rischio e la stessa struttura temporale dei flussi di cassa;

### Tasso interno di rendimento o tasso interno di costo?
Un problema ulteriore è che il TIR di un'operazione è uguale a quello di tutte le operazioni con poste proporzionali, ovvero la soluzione di 
{\displaystyle \sum _{t=0}^{n}{\frac {CF_{t}}{(1+i)^{t}}}=0}
è in generale la stessa di 
{\displaystyle \sum _{t=0}^{n}{\frac {kCF_{t}}{(1+i)^{t}}}=0}
con k qualunque. Prendendo una generica operazione di investimento (rispettivamente, di finanziamento) e moltiplicandola per -1, si ottiene la simmetrica operazione di finanziamento (rispettivamente, di investimento); ovvero la stessa operazione vista “dall'altro lato” (ipotizzando un'operazione tra due controparti). È del tutto ovvio che quello che per una delle controparti è un tasso di rendimento, per l'altra è un tasso di costo; e se la prima sarà interessata a massimizzarlo, la seconda vorrà invece minimizzarlo. 
Questo significa che il TIR può essere applicato in maniera sensata solamente alle operazioni di investimento e a quelle di finanziamento, escludendo quindi la generalità delle operazioni finanziarie. Inoltre sarà necessario prestare attenzione a massimizzare il TIR nel caso in cui si stia valutando un'operazione di investimento, e minimizzarlo nel caso opposto di un finanziamento.
Come per gli altri metodi di calcolo ciò evidenzia l'opportunità di calcolare, per una valutazione più completa di un progetto di investimento, quanti più indici possibile.